# Yekaterina Demáguina
Yekaterina Alekséievna Demáguina, en ruso: Екатерина Алексеевна Демагина, con apellido de casada Ruzanova, Рузанова (nacida el 16 de agosto de 1982 en Toliatti, Rusia), es una jugadora de baloncesto rusa. Ha conseguido dos medallas en competiciones internacionales con Rusia.